# Ветчино
Ветчино — деревня в Лихославльском районе Тверской области.

## География
Находится в центральной части Тверской области на расстоянии приблизительно 34 км на север по прямой от районного центра города Лихославль.

## История
Деревня была отмечена как Ветчина ещё на карте Менде, состояние местности на которой соответствует 1848 году. В 1859 году здесь (деревня Вышневолоцкого уезда) было учтено 47 дворов. До 2021 года деревня входила в Станское сельское поселение Лихославльского района до его упразднения.

## Население
Численность населения: 294 человека (1859 год), 29 (карелы 79 %) в 2002 году, 20 в 2010.